# FK Tosno
FK Tosno was een Russische voetbalclub uit Tosno.
De club ontstond in 2008 als amateurvereniging en fuseerde een jaar later met FK Roin onder welke naam tot 2013 gespeeld werd. Dat jaar werd Tosno een profclub en trad toe tot de Tweede divisie waar de westelijke poule gewonnen werd. Hierdoor speelt Tosno in het seizoen 2014/15 in de Eerste divisie. In het seizoen 2013/14 werd de kwartfinale van de Russische voetbalbeker gehaald waarin FK Krasnodar te sterk bleek. In het seizoen 2017/18 speelde Tosno voor het eerst op het hoogste niveau in Rusland. Ook haalden ze de finale van het bekertoernooi waarin ze met 2-1 wonnen van Avangard Koersk. Normaal plaatsten ze zich voor de Europa League 2018/19, maar ze kregen van de UEFA geen licentie om Europees aan te treden. Op 9 juni 2018 werd bekend dat de club vanwege financiële problemen was teruggetrokken en werd opgeheven.